# TD Garden
Il TD Garden è un palazzetto dello sport situato nel quartiere West End di Boston, nel Massachusetts. Viene spesso chiamato semplicemente The Garden, o Boston Garden, precedentemente noto come il FleetCenter (1995-2005) e Shawmut Center (1995).

Logo dello Stadio

Ospita le partite casalinghe dei Boston Celtics, squadra NBA, e dei Boston Bruins, squadra NHL. Precedentemente ospitava anche i Boston Blazers della Major Indoor Lacrosse League (MILL, successivamente National Lacrosse League), e dal 2009, è la sede della nuova squadra NLL dei Boston Blazers.
L'arena ha ospitato molti grandi eventi sportivi nazionali di basket, hockey su ghiaccio e pattinaggio su ghiaccio. Inoltre è stata la sede dell'NHL All-Star Game del 1996 e della WWE WrestleMania XIV nel 1998. Nel 2004 ha ospitato la Convention Nazionale del Partito Democratico americano.
Il TD Banknorth Garden è una delle tre arene NBA (insieme al Target Center di Minneapolis, casa dei Minnesota Timberwolves, e all'Amway Center di Orlando, che ospita gli Orlando Magic), con pavimenti in parquet incrociato.
Nel 2011 ha ospitato uno degli eventi più importante della WWE, ossia la Royal Rumble.
Il 16 settembre 2012 torna ad ospitare un evento della WWE, ossia l'edizione 2012 di Night of Champions.
Il 29 giugno 2014 ha ospitato un altro evento della WWE, ovvero l'edizione dell'anno 2014 di WWE Money in the Bank.
Dal 24 al 26 settembre 2021 ha ospitato la quarta edizione della Laver Cup di tennis.

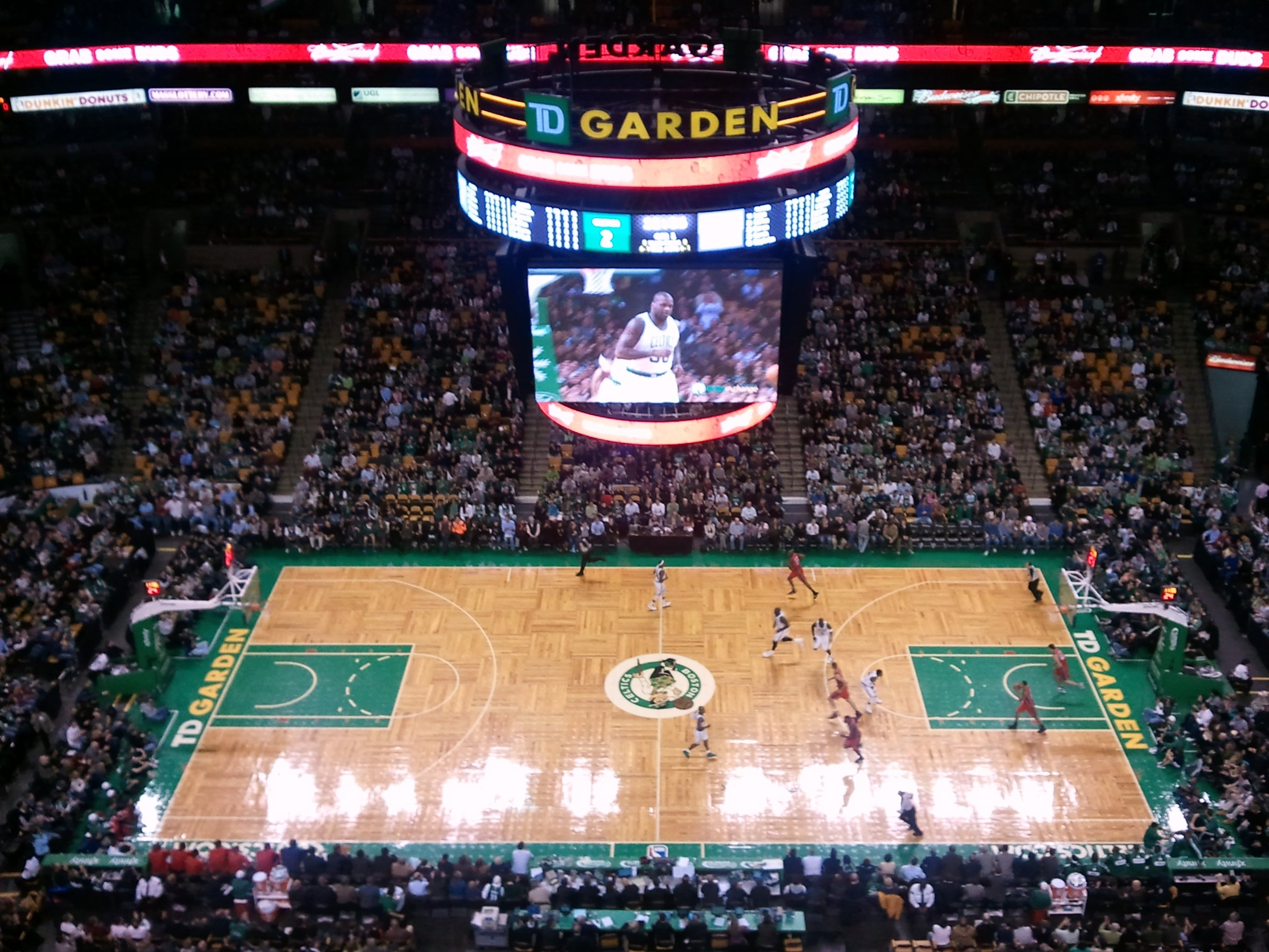
Panoramica dello Stadio

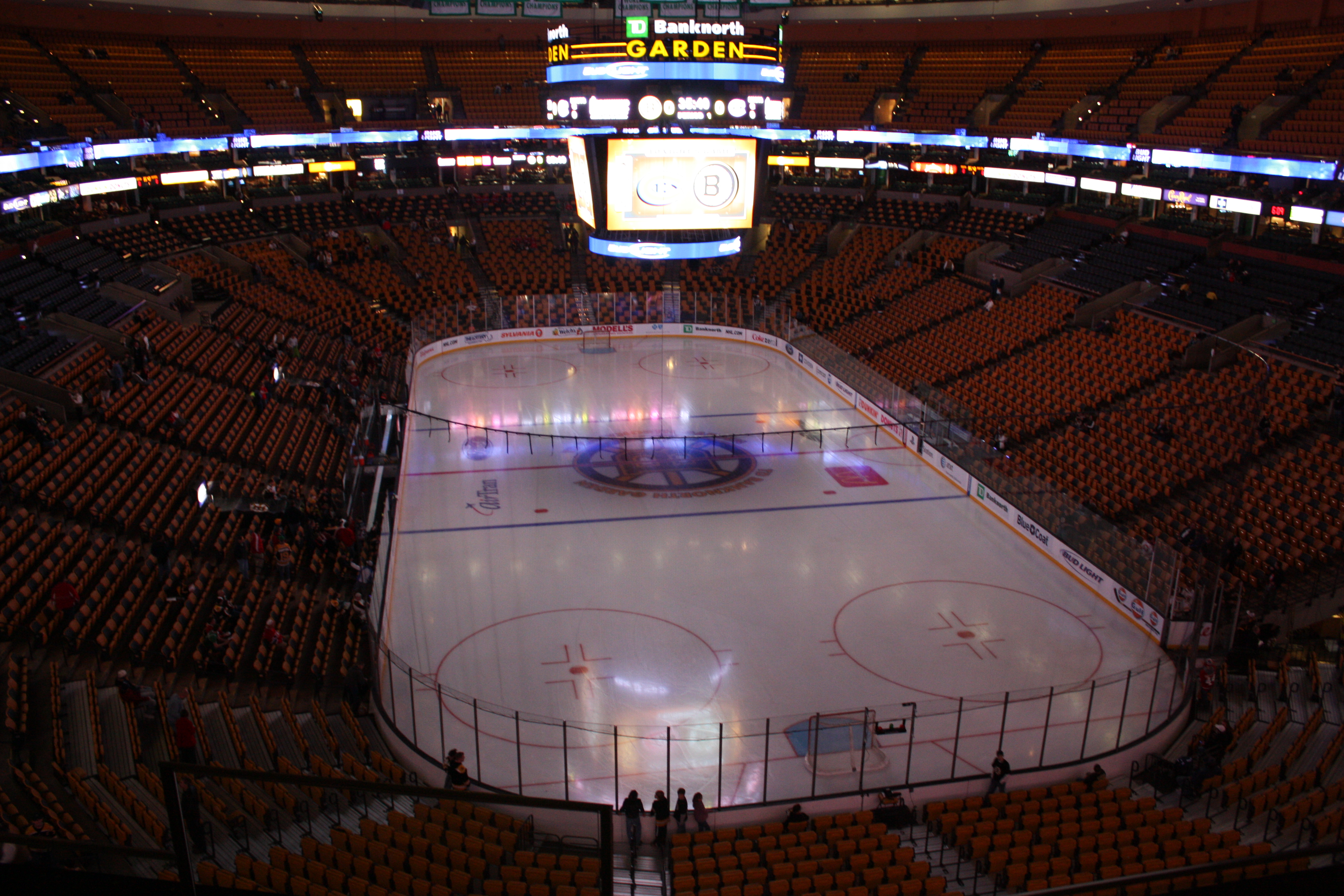
Il TD Garden in assetto da hockey